# 岐阜県道412号恵那八百津線
岐阜県道412号恵那八百津線（ぎふけんどう412ごう えなやおつせん）は、岐阜県恵那市から同県加茂郡八百津町に至る一般県道である。

## 概要

### 路線データ
- 起点：岐阜県恵那市笠置町河合（岐阜県道68号恵那白川線交点）
- 終点：岐阜県加茂郡八百津町潮見篠原（岐阜県道402号中野方七宗線交点）

## 沿革
- 1977年（昭和52年）2月27日 ： 認定[1]

## 通過する自治体
- 岐阜県
  - 恵那市
  - 加茂郡
    - 八百津町

## 接続する道路
- 岐阜県道68号恵那白川線（河合交差点）
- 国道418号（恵那市笠置町河合地内で重複）
- 岐阜県道402号中野方七宗線（八百津町潮見篠原地内）

## 周辺
- 飛騨木曽川国定公園
- 笠置ダム（木曽川）
- 恵那市立恵那北中学校
- 恵那市立飯地小学校